# Jachebalgwang office
Jachebalgwang office (자체발광 오피스?), noto anche con il titolo internazionale Radiant Office, è un drama coreano del 2017.

## Trama
Eun Ho-won è una ventottenne alla disperata ricerca di un lavoro, la quale scopre contemporaneamente di essere stata assunta per un posto a tempo indeterminato, ma allo stesso tempo di avere pochi mesi di vita. Non avendo più niente da perdere, inizia così a comportarsi come avrebbe voluto fare da sempre.